# Holzbach (Dickopsbach)
Der Holzbach ist ein knapp 3 km langer, rechter Nebenfluss des Dickopsbachs in den beiden nordrhein-westfälischen Kreisen Rhein-Sieg und Rhein-Erft. Der Bach wird im Unterlauf Rheindorfer Bach genannt.

## Geographie

### Verlauf
Der Holzbach entspringt in der Ville etwa 200 Meter südwestlich des Berggeistweihers auf einer Höhe von 146 m ü. NHN.
Er fließt vorrangig in nordöstliche Richtungen nach Walberberg. Ab der Rheindorfer Burg ist der Bach auf größeren Strecken kanalisiert.
Wenig später erreicht der Bach Schwadorf, wo er bei der Schallenburg auf 65 m ü. NHN rechtsseitig in den Dickopsbach mündet.
Der  2,86 km lange Lauf des Holzbachs endet ungefähr 81 Höhenmeter unterhalb seiner Quelle, er hat somit ein mittleres Sohlgefälle von circa 28 ‰.

### Einzugsgebiet
Das 1,978 km² große Einzugsgebiet wird über Dickopsbach und Rhein zur Nordsee entwässert.
Das Einzugsgebiet im Bereich des Oberlauf ist zum größten Teil bewaldet und der Mündungsbereich überwiegend besiedelt.
Im Einzugsgebiet liegt der östliche Teil des Naturschutzgebiets Villewälder bei Bornheim.

## Naturschutzgebiet
Das 352,1 ha große Naturschutzgebiet Villewälder bei Bornheim wurde am 21. Mai 1992 unter Schutz gestellt.
Es enthält
- Hainsimsen-Buchenwald,
- Sternmieren-Eichen-Hainbuchenwald,
- Waldmeister-Buchenwald und
- alte bodensaure Eichenwälder auf Sandebenen.

In den Wäldern kommt der Schwarzspecht vor.